# Kamarung
Kamarung is een bestuurslaag in het regentschap Subang van de provincie West-Java, Indonesië. Kamarung telt 8429 inwoners (volkstelling 2010).